# Sportvagns-VM 2025
Sportvagns-VM 2025 (en. 2025 FIA World Endurance Championship) är den trettonde säsongen av internationella bilsportförbundet FIA:s världsmästerskap i sportvagnsracing.

## Tävlingskalender
Följande tävlingar ingår i säsongen.
| Datum             | Tävling             |
| ----------------- | ------------------- |
| 28 februari 2025  | Qatar 1812 km       |
| 20 april 2025     | Imola 6-timmars     |
| 10 maj 2025       | Spa 6-timmars       |
| 14-15 juni 2025   | Le Mans 24-timmars  |
| 13 juli 2025      | São Paulo 6-timmars |
| 7 september 2025  | Lone Star Le Mans   |
| 28 september 2025 | Fuji 6-timmars      |
| 8 november 2025   | Bahrain 8-timmars   |